# Хаген, Мартине
Мартине Эк Хаген (норв. Martine Ek Hagen; род. 4 апреля 1991, Итре-Энебакк, Акерсхус) — норвежская лыжница, победительница этапа Кубка мира. Специализируется в дистанционных гонках.

## Карьера
В Кубке мира Хаген дебютировала в 2011 году, в ноябре 2012 года одержала единственную победу на этапе Кубка мира, в эстафете. Кроме этого, на сегодняшний день имеет на своём счету 1 попадание в тройку лучших на этапах Кубка мира, также в эстафете, в личных гонках имеет на своём счету 2 попадания в десятку лучших. Лучшим достижением Хаген в общем итоговом зачёте Кубка мира является 47-е место в сезоне 2011/12.
За свою карьеру в чемпионатах мира и Олимпийских играх участия пока не принимала. Побеждала на чемпионатах мира среди юниоров и среди молодёжи.
Использует лыжи и ботинки производства фирмы Rossignol.